# مسجد كابيتان كيلينغ
مسجد كابيتان كيلينغ (بالملايو: Kapitan Keling masjid) هو مسجد بني في القرن التاسع عشر الميلادي، من قبل مجموعة من التجار الهنود المسلمين في جورج تاون في اقليم بينانغ في ماليزيا، المسجد يقع على زاوية ليبوه باكنغهام (شارع بكنجهام) وزاوية جالان مسجد كابيتان كيلينغ (بيت ستريت).

## الاسم
كيلينغ أو (KELING) هو مصطلح ماليزي للأشخاص الذين هم من أصل هندي، تعني الكلمة في الوقت الحاضر الهجوم ولكن لم يكن عناك اعتبار لهذا المعنى ذلك في الوقت الذي تم بناء المسجد فيه، كان كابيتان كيلينغ ممثل للجالية الهندية، مثله مثل كابيتان سينا الذي يعتبر ننثل للمجتمع الصيني .

## العمارة
آخر تحديث لمسجد كابيتان كيلينغ في عام 1930، وفيه أعطي مسجد كابيتان كيلينغ مظهره الحالي بعد أن كان يعتبر تصميم غير عملي في السابق، وذلك تمشيا مع التقاليد الماليزية، لم يكن إعادة هذا التحديث بمثابة بناء المسجد، ولكن يعتبر توسعه وتكبير للمسجد فقط، بين الأعمال الرئيسية خلال هذه الفترة مضاعفة الذروة الاستيعابية لقاعة الصلاة المركزية وتحسين نظام التهوية والسماح للضوء الطبيعي بالدخول للمسجد، الشكل الخارجي يغلب عليه لون مصفر بينما الداخل يكتسي بالأرضيات الرخامية البيضاء وسقف عالي، تشكل الممرات الداخلية من خلال سلسلة من الأقواس تشية قوس حذوة الحصان، وقد زينت واجهة المبنى وباطنها بتصاميم هندسية جميلة، ويحظر في المسجد أشكال الإنسان والحيوان كما ينص عليه الإسلام .

## وصلات خارجية
- موقع المسجد الرسمي